# بيع مؤجل
البيع المؤجل في اصطلاح الفقهاء هو البيع الذي يكون دفع الثمن فيه مؤجلا، أي أضيف دفع الثمن إلى أجل أي مدة مستقبلية، وهو ضد البيع الحال أو البيع نقدا.
ويكون التاجيل احيانأ للأسباب اقتصاديه اوسياسيه.